# تشارلز هايوارد (سياسي)
تشارلز هايوارد هو سياسي كندي، ولد في 12 مايو 1839، وتوفي في 8 يوليو 1919.